# Јелићи (Горњи Вакуф-Ускопље)
Јелићи је насељено место у Босни и Херцеговини у општини Горњи Вакуф-Ускопље. Административно припада Федерацији Босне и Херцеговине, односно њеном Средњобосанском кантону. Према попису становништва из 2013. у насељу је било 77 становника, а већинско становништво у насељу били су Бошњаци.

## Становништво
По последњем службеном попису становништва из 2013. године у насељу Јелићи живело је 77 становника, а село је било етнички хомогено са већинском бошњачком популацијом.
| Националност | 2013. | 1991.       | 1981.        | 1971.       |
| Бошњаци      | —     | 87 (100,0%) | 101 (94,39%) | 90 (72,00%) |
| Хрвати       | —     | 0           | 6 (5,60%)    | 35 (28,00%) |
| Срби         | —     | 0           | 0            | 0           |
| остали       | —     | 0           | 0            | 0           |
| Укупно       | 77    | 87          | 107          | 125         |